# Festival da Canção 1986
Für das 23. Festival da Canção hat der austragende Fernsehsender Rádio e Televisão de Portugal ein neues Konzept entwickelt, um den diesjährigen portugiesischen Teilnehmer für den Eurovision Song Contest 1986 in Norwegen zu ermitteln.
Unter dem Namen Uma canção para a Noruega (Ein Lied für Norwegen) wurden die vier lokalen Sendeanstalten des Senders (Lissabon, Porto, den Azoren, Madeira) damit beauftragt jeweils drei Interpreten und Songs auszuwählen und diese im eigenen Studio aufzunehmen. Anschließend wurden die 12 Teilnehmer im großen Finale, das live am 22. März 1986 aus der Hauptzentrale in Lissabon gesendet wurde, der Öffentlichkeit präsentiert. Die Jury bestand aus 43 Mitarbeitern von RTP und diese wählten zunächst drei Lieder ins Super-Finale und dort anschließend die Sängerin Dora mit dem Song Não sejas mau para mim zu Portugals Beitrag zum Eurovision Song Contest in Bergen, die im Finale den 14. von 20. Plätzen belegte.

## Teilnehmer
Finale
| Startnr. | Interpret                      | Lied                      | Musik und Text                                  | Studio   |
| -------- | ------------------------------ | ------------------------- | ----------------------------------------------- | -------- |
| 1.       | Rimanço                        | No vapor da madrugada     | T/M: Luís Bettencourt                           | Azoren   |
| 2.       | Carlos Alberto Moniz & A Banda | Canção para José da Lata  | T: Álamo de Oliveira; M: Carlos Alberto Moniz   | Azoren   |
| 3.       | Luís Bettencourt               | Cais de encontro          | T: António Melo Sousa; M: Luís Bettencourt      | Azoren   |
| 4.       | Luís Filipe                    | Tango da meia-noite       | T/M: Luís Filipe; Nuno Rodrigues                | Madeira  |
| 5.       | Paulo Ferraz                   | Uma ilha, um amor         | T: Maria Aurora; M: Paulo Ferraz                | Madeira  |
| 6.       | Sérgio Borges                  | Quebrar a distância       | T: Sérgio Borges; M: Paulo Ferraz               | Madeira  |
| 7.       | Né Ladeiras                    | Dessas juras que se fazem | T: Carlos Tê; M: Rui Veloso                     | Porto    |
| 8.       | Trabalhadores do Comércio      | Os Tigres de Bengala      | T/M: Sérgio Castro                              | Porto    |
| 9.       | Gabriela Schaaf                | Cinza e mel               | T: José Soares Martins; M: Victor Gomes         | Porto    |
| 10.      | Lara Li                        | Rapidamente               | T: Luís Represas; M: João Gil                   | Lissabon |
| 11.      | Dora                           | Não Sejas Mau Para Mim    | T/M: Guilherme Inês, Luís Oliveira, Zé da Ponte | Lissabon |
| 12.      | Fá                             | Uma balada de amor        | T: Helena Isabel; M: Paulo de Carvalho          | Lissabon |

Super-Finale
| Startnr. | Interpret                 | Lied                   | Musik und Text                                  | Studio   |
| -------- | ------------------------- | ---------------------- | ----------------------------------------------- | -------- |
| 1.       | Rimanço                   | No vapor da madrugada  | T/M: Luís Bettencourt                           | Azoren   |
| 2.       | Trabalhadores do Comércio | Os Tigres de Bengala   | T/M: Sérgio Castro                              | Porto    |
| 3.       | Dora                      | Não Sejas Mau Para Mim | T/M: Guilherme Inês, Luís Oliveira, Zé da Ponte | Lissabon |